# Luigi Bernardi Patrizi
Luigi Bernardi Patrizi (Montorio al Vomano, 30 settembre 1842 – Roma, 1916) è stato un politico italiano.

## Biografia
Figlio di Berardo Bernardi Patrizi e di Camilla De Vincentiis, fu esponente di spicco della sinistra storica.
Ricopre a livello locale e nazionale importanti cariche amministrative: sindaco del Comune di Montorio al Vomano (1896-1897), consigliere provinciale di Teramo (1890-1895), deputato alla Camera per cinque legislature non consecutive (XIII, XIV, XV, XVII, XXI).
Muore a Roma nel 1916.